# 乔瓦尼·圣圭内蒂
乔瓦尼·圣圭内蒂（義大利語：Giovanni Sanguinetti，2000年4月14日—），意大利博洛尼亚人，职业排球运动员，效力于意超的摩德纳排球俱乐部和意大利国家队，司职副攻。2023年欧锦赛上，圣圭内蒂随国家队获得亚军。